# Umberto Lucentini
Umberto Lucentini (Palermo, 26 agosto 1962) è un giornalista italiano.

## Biografia
Dopo il biennio presso l'Istituto per la formazione al giornalismo, diviene nel 1986 giornalista professionista, lavorando alla redazione centrale di Palermo del Giornale di Sicilia dove si occupa di giudiziaria e di cronaca.
Ha collaborato con i giornali L'Europeo, Il Sole 24 Ore, L'Espresso, con la rivista Sette e con le trasmissioni televisive Linea diretta, Il Fatto e TV7. É autore dei libri Paolo Borsellino (2003), scritto con Agnese, Lucia, Manfredi e Fiammetta Borsellino e Maledetta mafia. Io, donna, testimone di giustizia con Paolo Borsellino (2012), scritto con Piera Aiello.
Fa parte del comitato di gestione della Fondazione Progetto Legalità. Ha vinto nel 1999 il premio Mario Francese e il premio giornalistico "Giò Marrazzo".